# Vilar do Monte (Barcelos)
Vilar do Monte é uma povoação portuguesa do Município de Barcelos que foi sede da extinta Freguesia de Vilar do Monte, freguesia que tinha 4,89 km² de área e 667 habitantes (2011), e, por isso, uma densidade populacional de 136,4 hab/km².
A Freguesia de Vilar do Monte foi extinta em 2013, no âmbito de uma reforma administrativa nacional, tendo sido agregada à Freguesia de Tamel - Santa Leocádia, para formar uma nova freguesia denominada União das Freguesias de Tamel (Santa Leocádia) e Vilar do Monte com sede em Tamel - Santa Leocádia.

## População
| População da freguesia de Vilar do Monte (1864 – 2011) | População da freguesia de Vilar do Monte (1864 – 2011) | População da freguesia de Vilar do Monte (1864 – 2011) | População da freguesia de Vilar do Monte (1864 – 2011) | População da freguesia de Vilar do Monte (1864 – 2011) | População da freguesia de Vilar do Monte (1864 – 2011) | População da freguesia de Vilar do Monte (1864 – 2011) | População da freguesia de Vilar do Monte (1864 – 2011) | População da freguesia de Vilar do Monte (1864 – 2011) | População da freguesia de Vilar do Monte (1864 – 2011) | População da freguesia de Vilar do Monte (1864 – 2011) | População da freguesia de Vilar do Monte (1864 – 2011) | População da freguesia de Vilar do Monte (1864 – 2011) | População da freguesia de Vilar do Monte (1864 – 2011) | População da freguesia de Vilar do Monte (1864 – 2011) |
| ------------------------------------------------------ | ------------------------------------------------------ | ------------------------------------------------------ | ------------------------------------------------------ | ------------------------------------------------------ | ------------------------------------------------------ | ------------------------------------------------------ | ------------------------------------------------------ | ------------------------------------------------------ | ------------------------------------------------------ | ------------------------------------------------------ | ------------------------------------------------------ | ------------------------------------------------------ | ------------------------------------------------------ | ------------------------------------------------------ |
| 1864                                                   | 1878                                                   | 1890                                                   | 1900                                                   | 1911                                                   | 1920                                                   | 1930                                                   | 1940                                                   | 1950                                                   | 1960                                                   | 1970                                                   | 1981                                                   | 1991                                                   | 2001                                                   | 2011                                                   |
| 250                                                    | 258                                                    | 207                                                    | 232                                                    | 272                                                    | 272                                                    | 275                                                    | 353                                                    | 380                                                    | 431                                                    | 359                                                    | 523                                                    | 611                                                    | 660                                                    | 667                                                    |